# Bikini de Pekín

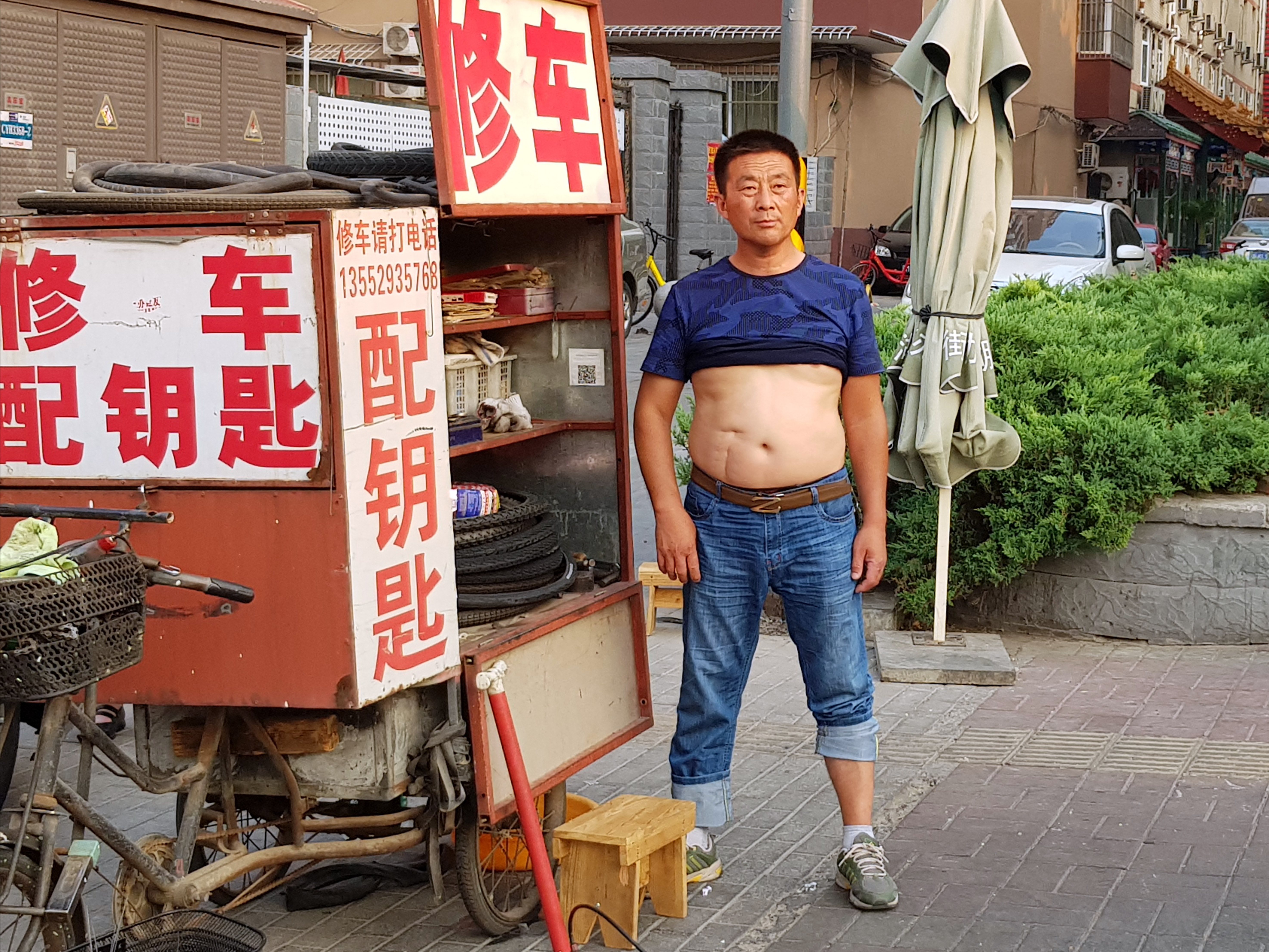
Bikini de Pekín

El bikini de Pekín es una práctica poco común en China, especialmente vista durante los meses calurosos de verano, cuando los hombres a menudo se arremangan la camisa para mantener sus estómagos expuestos. También, hay aquellos que se refieren al fenómeno de manera despectiva utilizando el término " bǎngyé " (膀爷), que se traduce aproximadamente como "exponerse como un abuelo".

## Práctica
La frase "bikini de Pekín" se refiere a la práctica en la que los hombres en China se arremangan las camisas para exponer sus vientres durante los calurosos meses de verano, incluyendo en parques, esquinas, cuando manejan motocicletas y mientras comen en restaurantes. La práctica también ha ganado visibilidad a nivel internacional, ya que ciertos turistas chinos exhiben el bikini de Pekín en lugares emblemáticos como son los museos de arte de la ciudad de Nueva York, el Palacio de Buckingham en Londres y la Torre Eiffel en París.
Basándose en la medicina tradicional china, se cree que la práctica de exponer el abdomen facilitaria la circulación de la energía llamada " qi " alrededor de los órganos internos. Por lo tanto, muchos hombres se levantan las prendas, adoptando esta creencia cultural.

## Percepción pública
Si bien sus defensores argumentan el conveniente benificio para aguantar las altas temperaturas, la práctica enfrenta críticas de segmentos de la sociedad que la consideran de mala educación. Las normas sociales disuaden a las mujeres de participar en comportamientos similares.
En una entrevista de 2019 con Beijing Youth Daily, un portavoz del departamento de civilidad de Jinan le dijo al periódico que el bikini de Pekín afectaba "la imagen de la ciudad y la percepción y los sentimientos del público". También mencionaron que la práctica habría disminuido durante los últimos años.

## Prohibiciones y regulaciones
Las autoridades de varias ciudades chinas han iniciado medidas estrictas para detener la práctica de descubrirse el torso y otras formas de exposición casual, alegando preocupaciones sobre el decoro y la higiene públicos.
En julio de 2019, en respuesta a la popular práctica veran, las autoridades de Jinan, China, emitieron un aviso que prohibía no vestir camisa y exponer partes del cuerpo en lugares públicos. Esta medida tenía como objetivo abordar lo que los funcionarios calificaron de "comportamiento incivilizado" que dañaba la imagen de la ciudad. Las autoridades criticaron específicamente a los hombres mayores que vestian el tal llamado bikini de esta ciudad, a quienes llamaron bang ye, y acusaron de perjudicar la imagen de la ciudad. La medida provocó un debate en las redes sociales, donde algunos criticaron las regulaciones por considerarlas excesivas. Similares regulaciones también se implementaron en otras ciudades chinas como Tianjin y Handan.
En abril de 2020, la ciudad de Pekín ordenó a los residentes vestirse apropiadamente y abstenerse de andar sin camisa en público para mejorar la higiene pública en medio de la pandemia de coronavirus originada en China. La directiva se centró específicamente en el bikini de Pekín.

## Lectura adicional
- China tries in vain to keep bellies buttoned up ( Los Angeles Times )